# Крим (станція)
Крим (крим. Qırım) — кінцева залізнична станція Кримської дирекції Придніпровської залізниці на неелектрифікованій лінії Владиславівка — Крим між станцією Керченський Завод (14 км) та Керченською поромною переправою. Розташована у східній частині міста Керч Автономної Республіки Крим України.

## Історія
Станція відкрита 1955 року. Назва станції походить від однойменного по розташуванню порту Крим.

## Пасажирське сполучення
З квітня 2014 року, через анексію Криму, станція немає приміського пасажирського сполучення.